# Larentia danae
Larentia danae là một loài bướm đêm trong họ Geometridae.